# Hanoniscus myrmecophilus
Hanoniscus myrmecophilus är en kräftdjursart som först beskrevs av Baker 1913.  Hanoniscus myrmecophilus ingår i släktet Hanoniscus och familjen Oniscidae. Inga underarter finns listade i Catalogue of Life.